# Hans Hermann Voss
Hans Hermann Voss (* 3. Oktober 1926 in Bochum; † 31. Juli 2006 in Wipperfürth) war ein Unternehmer in Wipperfürth.

## Leben
Hans Hermann Voss wurde als erstes Kind von Hermann und Emmy Voss in Bochum geboren. Einige Jahre später kam seine Schwester Erika zur Welt. Von 1933 bis 1943 ging er in Wuppertal zur Schule, bevor er in den letzten beiden Kriegsjahren noch zum Kriegsdienst als Luftwaffenhelfer eingezogen wurde. 1946 konnte er sein Abitur nachholen. Von 1948 bis 1953 studierte er Maschinenbau an der Technischen Hochschule Stuttgart, der heutigen Universität Stuttgart. Seine Frau Christa (geb. Theil) heiratete er 1957.
1953 stieg Hans Hermann Voss als Ingenieur in die Armaturenfabrik seines Vaters Hermann Voss ein und baute den kleinen Familienbetrieb zu einem internationalen Unternehmen, der VOSS Gruppe aus, das sein Stammwerk in Wipperfürth behielt.

## Hans Hermann Voss-Stiftung
Aus ihrem sozialen Engagement heraus gründeten die Eheleute Hans Hermann und Christa Voss 1992 die „Hans Hermann Voss-Stiftung“ und setzten sie als Erbin ihrer Geschäftsanteile und ihres Vermögens ein.

## Auszeichnungen
Hans Hermann Voss wurde für seine Verdienste mit dem Bundesverdienstkreuz am Bande ausgezeichnet, welches er im Kreise seiner Mitarbeiter empfing.